# Follies (motorfiets)
Follis is een historisch Frans merk van bromfietsen.
Het merk heeft waarschijnlijk een korte bestaansgeschiedenis. Het probeerde eind jaren vijftig mee te liften op de toenemende populariteit van sportbromfietsen. Deze trend kwam uit Italië en werd door veel Europese producenten overgenomen om de teruglopende bromfietsverkopen op te krikken.
Follis gebruikte echter een ouderwets plaatframe met een Lavallette motor zonder versnellingen of kickstarter, en dat waren nu juist de kenmerken die een dergelijke bromfiets bij de jeugd populair moesten maken. De bromfiets flopte dan ook, hoewel Follis-modellen nog wel door het postorderbedrijf Manufrance onder eigen merknaam verkocht werden.
Manufrance maakte echter dezelfde vergissing; het had ook al de Manufrance (Paloma) Sport Miglia plaatbrommer in de aanbieding, die het eveneens zonder versnellingen moest stellen.
Rond 1960 nam het merk Paloma, dat zeer nauw samenwerkte met inbouwmotorleverancier Lavalette, de frames van Follis over en dat was waarschijnlijk het einde van dit merk.